# Paloma
Paloma – imię żeńskie pochodzenia hiszpańskiego. Wywodzi się od słowa paloma oznaczającego "gołębica".
Paloma imieniny obchodzi 19 września.
Znane osoby noszące imię Paloma:
- Paloma Faith – brytyjska wokalistka, autorka tekstów i aktorka
- Paloma Picasso – francusko-hiszpańska projektantka mody